# Daguan Hu
Daguan Hu är en sjö i Kina. Den ligger i provinsen Anhui, i den östra delen av landet, omkring 220 kilometer söder om provinshuvudstaden Hefei. Daguan Hu ligger 9 meter över havet. Arean är 712 kvadratkilometer. Den sträcker sig 42,7 kilometer i nord-sydlig riktning, och 56,3 kilometer i öst-västlig riktning.
Genomsnittlig årsnederbörd är 2 094 millimeter. Den regnigaste månaden är maj, med i genomsnitt 371 mm nederbörd, och den torraste är januari, med 69 mm nederbörd.